# Jordan Vogt-Roberts
Jordan Charles Vogt-Roberts (22 de septiembre de 1984) es un director de cine estadounidense. Su debut fue Los Reyes del Verano, estrenada en la edición de 2013 del Sundance Festival de cine. La película ganó el Premio de la Audiencia Festival de cine de Dallas.[1] En 2017, Vogt-Roberts dirigió la segunda película del MonsterVerse titulada película Kong: Skull Island. 

## Carrera
Vogt-Roberts empezó su carrera dirigiendo episodios de dos serie web, Memoirs of a Manchild (2009-2010) y Book Club (2009-2013), y dirigiendo casi todos los episodios de la serie Single Dads (2009-2011).
Después de convertir un episodio de Memoirs of a Manchild en un cortometraje (2009), en 2010,  escribió y dirigió el cortometraje ESuccessful Alcoholics. La película se proyectó en el Sundance Festival de cine, el SXSW Festival de cine, el AFI Fest y otros 30 festivales de cine.
Vogt-Roberts pasó a dirigir series para Comedy Central como  Mash Up, Funny or Die, MTV Valle de la Muerte. y FX's You are the worst
Su primer largometraje, Los Reyes del Verano, tuvo éxito en el Sundance Festival de cine y el Cleveland Festival de cine Internacional, y ganó el Premio de la Audiencia en el Festival de cine Internacional de Dallas.
Su segundo largo, Kong: Isla Calavera, se estrenó en 2017 y recaudó $565 millones a nivel global.
Vogt-Roberts está dirigiendo una película basada en la serie de videojuegos Metal Gear para Sony Pictures.  En entrevistas, Vogt-Roberts comenta que es un fan de los videojuegos, y que ha hablado con Hideo Kojima, el creador del juego, antes de hacer la película. En Kong: Skull Island, un barco lleva el nombre Zorro Gris como un homenaje al personaje del mismo nombre en la serie de videojuegos.

## Vida personal
Vogt-Roberts nació en los Estados Unidos y creció en Detroit.
En septiembre de 2017, Vogt-Roberts fue brutalmente atacado mientras vivía en Ho Chi Minh City.  Después de investigar el caso con ayuda de la revista GQ, Vogt-Roberts identificó a sus atacantes y uno de los agresores fue arrestado en India.

## Filmografía

### Películas
| 2013 | Los reyes del verano           | Sí | Sí |                               |
| 2014 | Nick Offerman: Jamón americano | Sí | Sí | Posición-arriba de documental |
| 2017 | Kong: Isla Calavera            | Sí | No |                               |
| 2021 | Metal Gear Solid               | Sí | No |                               |

| 2011 | Funny or Die Presents | Sí | 5 episodios |
| 2011 | Death Valley          | Sí | 3 episodios |
| 2012 | Mash Up               | Sí | 8 episodios |
| 2014 | You're the Worst      | Sí | 5 episodios |
| 2015 | Cocked                | Sí | Piloto      |

### Anuncios
- Destiny 2 (2017)
- PlayerUnknown  Battlegrounds (2018)